# Euzébius Chinekezy Ogbonna Managwu
Euzébius Chinekezy Ogbonna Managwu (ur. 13 grudnia 1959 w Ndżamenie) – czadyjski duchowny rzymskokatolicki działający w Gabonie, od 2016 biskup Port-Gentil.

## Życiorys
Święcenia prezbiteratu przyjął 1 listopada 1992 i został inkardynowany do archidiecezji Libreville. Pracował głównie jako duszpasterz parafialny, był także m.in. ojcem duchownym i rektorem niższego seminarium w Libreville oraz wikariuszem biskupim.
12 stycznia 2016 otrzymał nominację na biskupa Port-Gentil. Sakry biskupiej udzielił mu 3 kwietnia 2016 arcybiskup Libreville, Basile Mvé Engone.